# Chymomyza poena
Chymomyza poena är en tvåvingeart som beskrevs av Bock 1982. Chymomyza poena ingår i släktet Chymomyza och familjen daggflugor. Inga underarter finns listade i Catalogue of Life.